# Havermouth
Havermouth is een dorp uit de zevendelige Harry Potter-boekenserie van de Britse schrijfster Joanne Rowling.
In het dorp bevinden zich onder andere:
- Het krot van de familie Mergel, het ouderlijk huis van Merope Mergel, de moeder van Heer Voldemort
- Villa Vilijn, het ouderlijk huis van de vader van Heer Voldemort
- Het Mes op de Keel, de dorpskroeg van het dorpje Havermouth. Er wordt gezegd dat alle mensen van het dorp zich hier verzamelden om de moord op de familie Vilijn te bespreken.
- Het kerkhof, hier liggen de Vilijns begraven sinds hun dood in 1943. Dit is het kerkhof waar Heer Voldemort weer een lichaam krijgt aan het eind van Harry's vierde schooljaar.